# Озолнієкський край
Озолніє́кський кра́й (латис. Ozolnieku novads) — адміністративно-територіальна одиниця Латвійської Республіки. Розташований у центральній частині країни, в історичному регіоні Семигалія. Адміністративний центр — Озолнієкі. Створений 2009 року. Площа — 286,1 км². Населення — 9753 осіб (2011). До складу краю входять 3 волості.

## Населення
Національний склад краю за результатами перепису населення Латвії 2011 року.
| Національність | К-сть | % |
| -------------- | ----- | - |